# Martin Michael Johnson
Martin Michael Johnson (* 18. März 1899 in Toronto, Ontario; † 29. Januar 1975 in Vancouver, British Columbia) war ein kanadischer römisch-katholischer Geistlicher, von 1936 bis 1954 Bischof von Nelson und von 1964 bis 1969 Erzbischof von Vancouver.

## Leben
Johnson empfing am 14. Juni 1924 die Priesterweihe.
Am 18. Juli 1936 wurde er zum Bischof von Nelson ernannt. Die Bischofsweihe spendete ihm am 29. September desselben Jahres der Erzbischof von Toronto, James Charles McGuigan, Mitkonsekratoren waren der Erzbischof von Ottawa, Joseph-Guillaume-Laurent Forbes und der Bischof von London, John Thomas Kidd.
Am 27. November 1954 wurde Johnson zum Koadjutorerzbischof von Vancouver und Titularerzbischof von Cius ernannt.
Am 1. März 1964 erfolgte die Ernennung zum Erzbischof von Vancouver. Mit seiner Emeritierung am 8. Januar 1969 wurde er zum Titularerzbischof pro hac vice von Civitate ernannt. Er trug diesen Titel bis zum 23. November 1970.
Johnson starb am 29. Januar 1975 in Vancouver.